# Estadio Nacional de Singapur (1973)

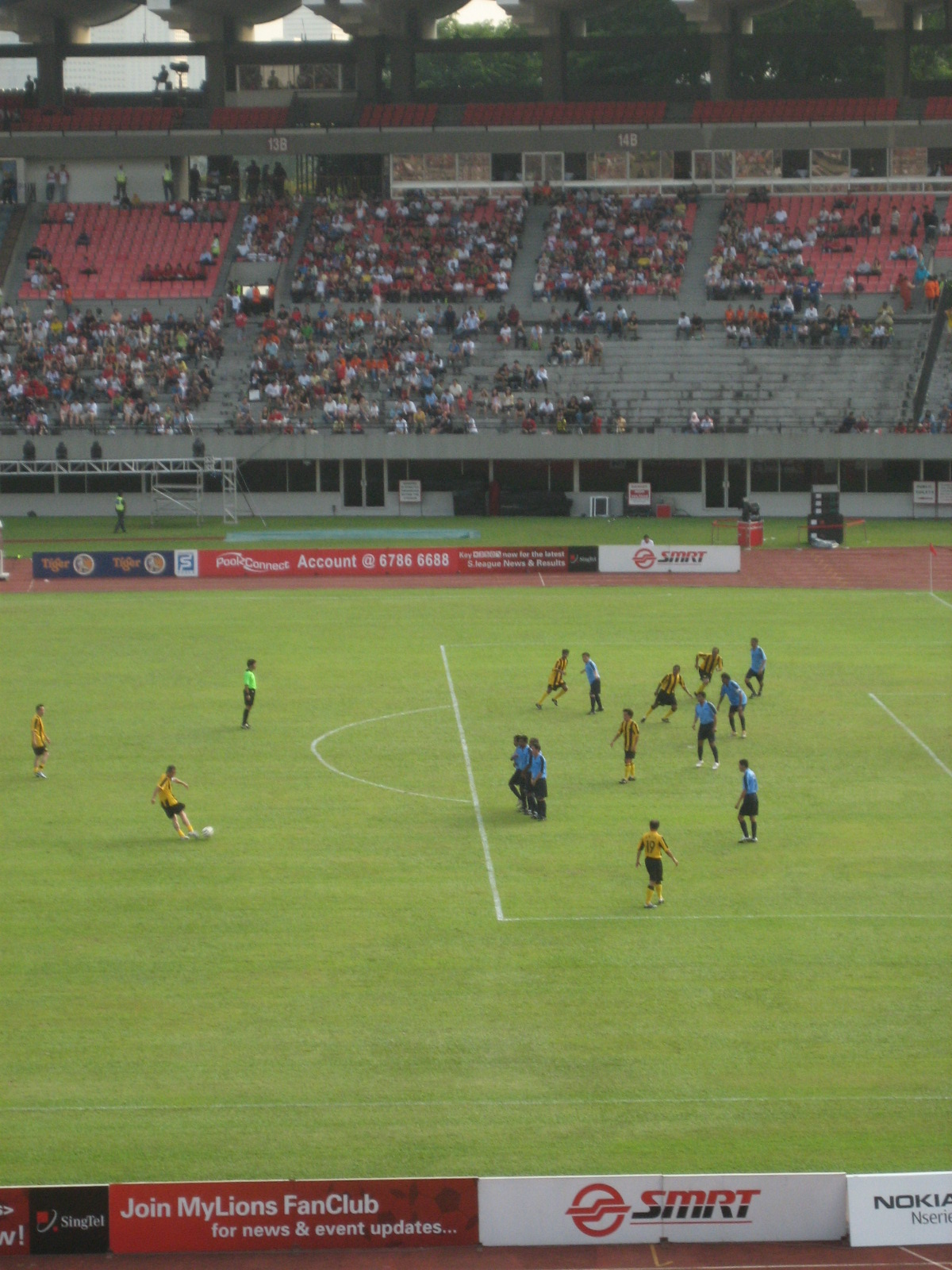
Partido de fútbol jugado en Kallang en junio de 2007

El Estadio Nacional de Singapur fue un estadio multiusos ubicado en la ciudad de Kallang que fue inaugurado en julio de 1973 y cerrado en junio de 2007. Fue demolido entre 2010 y 2011 para desarrollar el Singapore Sports Hub, donde se ubica el sucesor. Durante su cierre de 2007 a 2014 se llevaron a cabo el Desfile del Día Nacional (NDP) y eventos deportivos en la Plataforma Flotante de Marina Bay y el Estadio Jalan Besar.

## Historia
El 7 de diciembre de 1966 en el año en que Singapur celebró su primer Día Nacional, Othman clavó la primera pila en el suelo. Durante los siguientes tres años y medio, se hicieron pilotes para poner los cimientos. El trabajo tuvo que retrasarse debido al mal tiempo durante aproximadamente un mes. A fines de 1970, el estadio estaba terminado en tres cuartas partes y comenzaba a tomar su forma definitiva. Treinta y seis escalones, cada uno de 76 metros (249 pies) de ancho, formaban una entrada impresionante; y se construyó un caldero dentro del estadio para llevar una llama que ardería en eventos especiales y en la inauguración del estadio. A fines de junio de 1973 cuando se completó el estadio, se habían utilizado 300.000 sacos de cemento, 3.000.000 de ladrillos y 4.500 toneladas de acero y madera. El nuevo estadio se abrió al público por primera vez el 19 de julio de 1973.
El estadio fue la sede del equipo Singapore FA y de la selección nacional de Singapur. También fue sede de la final de la Copa de Singapur anualmente, la primera en 1996 y la segunda etapa de la final del Campeonato de la AFF de 2004 .
Además de los partidos de fútbol, el estadio fue sede de los Juegos del Sudeste Asiático de 1973, 1983 y 1993; los desfiles del día de las Fuerzas Armadas de Singapur y la ceremonia de apertura del Festival de la Juventud de Singapur bienal , así como numerosos eventos musicales y culturales. Fue la sede principal del NDP y de la Copa Asiática 1984.

### Instalaciones
El Estadio Nacional tenía una pista de atletismo de ocho carriles y un campo de fútbol, además de otras instalaciones diversas, como mesas de tenis de mesa, una sala de pesas y un auditorio, ubicado debajo de las gradas de los espectadores.
Si bien las instalaciones a menudo se usaban para eventos deportivos de alto perfil, también podían ser utilizadas por miembros del público y otras organizaciones locales por una tarifa nominal. Por ejemplo, cuando no se usa de otra manera, los corredores pueden usar la pista de atletismo por S$ 0,50 por entrada.
La sede del Consejo de Deportes de Singapur solía estar ubicada en 15 Stadium Road.

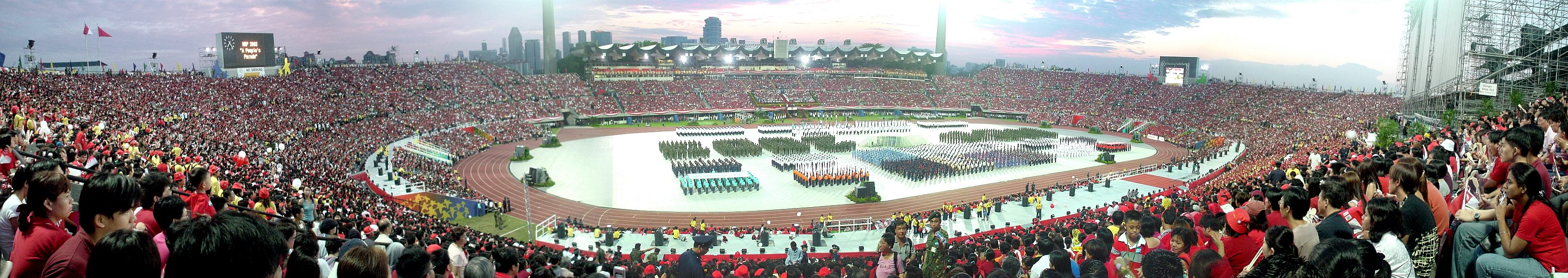
La vista panorámica del National Day Parade en 2003

### Clausura
El 30 de junio de 2007 se llevó a cabo en el estadio una ceremonia de clausura titulada Campo de Sueños - Un Homenaje al Estadio Nacional. 45.000 personas asistieron al evento, junto con el presidente SR Nathan, miembros del gabinete y atletas de Singapur del pasado y presente. Antes de la ceremonia se realizó un partido de fútbol con ex internacionales de Singapur y Malasia como Quah Kim Song, Terry Pathmanathan, Samat Allapitchay, V. Sundramoorthy, David Lee, Dollah Kassim, Soh Chin Aun, Santokh Singh, Chow Siew Wai y K. Gunalan.
El partido fue seguido por el punto culminante de la noche, un amistoso internacional entre los campeones de la ASEAN Singapur y el equipo australiano. Los australianos ganaron 3-0 con goles de los jugadores de la Premier League inglesa Mark Viduka (50 y 86) y Harry Kewell (75 min).
Este no fue el último partido de fútbol que se jugó en el estadio, ya que posteriormente se utilizó para 11 partidos de fútbol. El último gol anotado en el estadio lo anotó Gholamreza Rezaei de Irán en la derrota de los anfitriones por 1-3 contra la selección iraní en un partido de la clasificación para la Copa Asiática el 6 de enero de 2010.
El 29 de septiembre de 2010: El antiguo Estadio Nacional inició su demolición para dar paso a la construcción del Polo Deportivo. Fue completamente derribado en febrero de 2011.

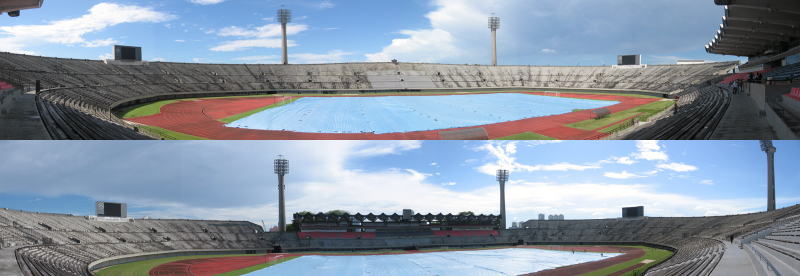
Un montaje del National Stadium, vista desde el lado este (arriba) y ellado oeste (abajo).